# Auguste von Harrach

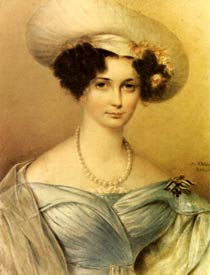
Auguste Fürstin von Liegnitz

Auguste Gräfin von Harrach (* 30. August 1800 in Dresden; † 5. Juni 1873 in Bad Homburg vor der Höhe) war als Fürstin von Liegnitz die zweite Ehefrau von König Friedrich Wilhelm III. von Preußen.

## Leben

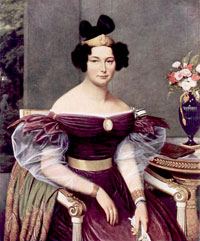
Auguste Fürstin von Liegnitz

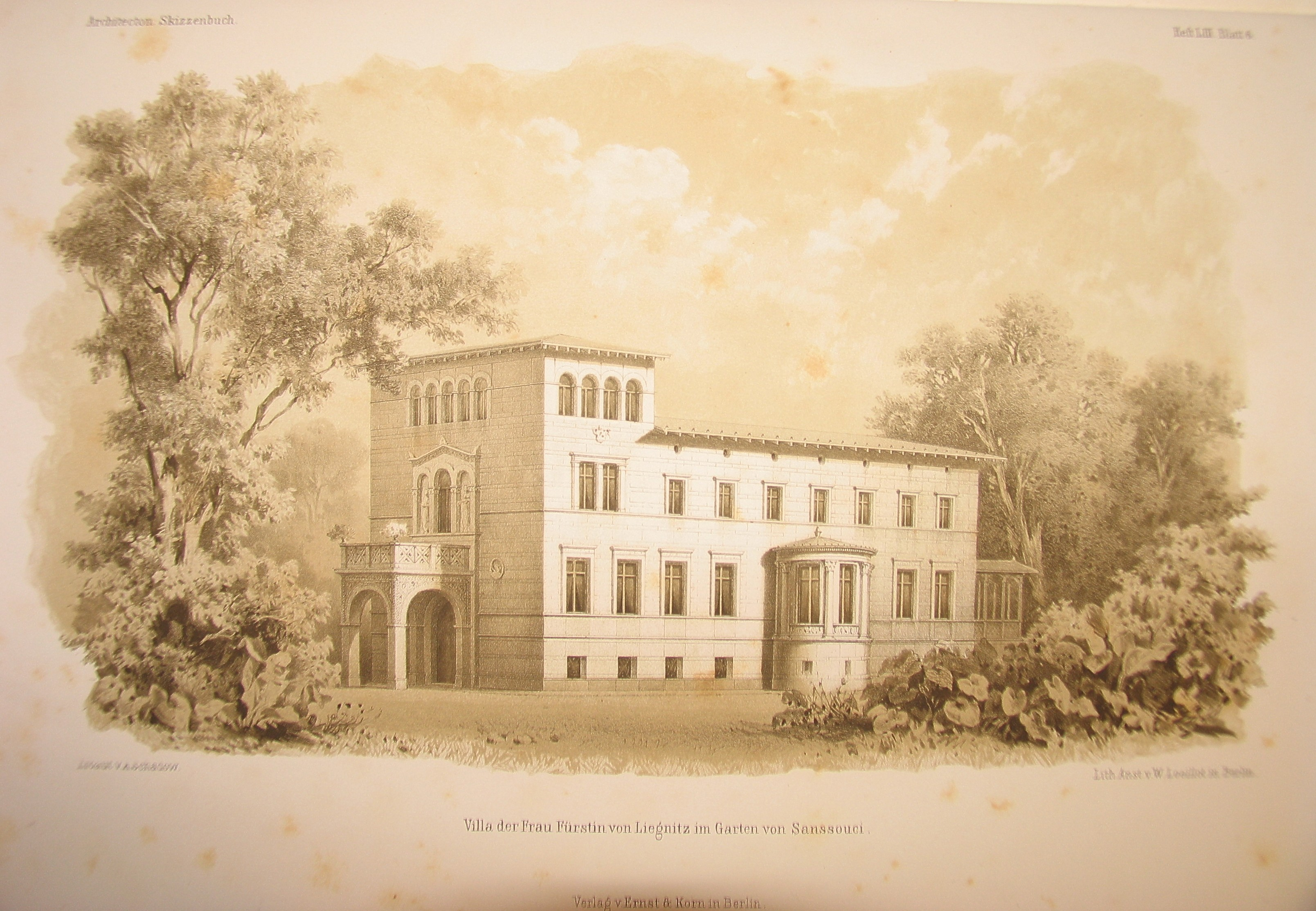
Villa Liegnitz, Potsdam-Sanssouci

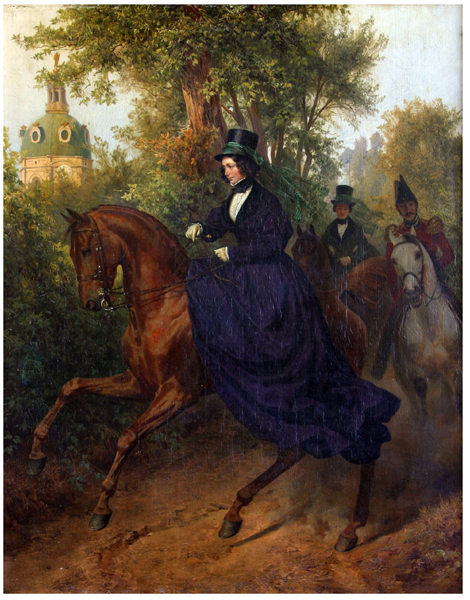
Franz Krüger: Ausritt der Fürstin Liegnitz im Park Charlottenburg

Die aus dem österreichischen Adelsgeschlecht Harrach stammende Auguste war die Tochter von Graf Ferdinand Joseph von Harrach zu Rohrau (1763–1841) und der Christiane Freiin von Rayski (1767–1830). Sie lernte ihren zukünftigen Ehemann 1822 im böhmischen Teplitz kennen, als dieser sich dort zur Kur aufhielt. 
König Friedrich Wilhelm III. war seit 1793 mit der in Preußen populären Luise von Mecklenburg-Strelitz verheiratet und seit 1810 Witwer. Die Verbindung mit Auguste Gräfin von Harrach war für den 54-jährigen König problematisch, da die Gräfin nicht aus regierendem Hause stammte, 30 Jahre jünger und überdies katholisch war. 
Die Familie Harrach war seit 1627 reichsgräflichen Standes, gehörte jedoch zum niederen Adel. Ferdinand Bonaventura II. von Harrach hatte allerdings für sich und die Nachkommen seines Bruders Friedrich August 1752 die Aufnahme in das schwäbische Reichsgrafenkollegium erlangt, und zwar als „Personalisten“ (also ohne Erwerb eines reichsunmittelbaren Territoriums). Damit hatte die Familie zwar im alten Reich die Reichsstandschaft erreicht, jedoch mangels Regentschaft über ein Territorium sozusagen „zweiter Klasse“. Auguste gehörte dieser Linie als Urenkelin des Friedrich August an. Nach dem Ende des Alten Reichs gehörte diese Linie zu den Standesherren im Deutschen Bund, die dem Hochadel zugerechnet wurden, also zu den Familien, die gemäß der Deutschen Bundesakte vom 16. Juni 1815 die Ebenbürtigkeit mit den weiter regierenden Häusern behielten. Jedoch stellte das individuelle Hausgesetz der preußischen Linie der Hohenzollern höhere Anforderungen an die Eheschließungen der Mitglieder des Königshauses, nämlich die Wahl von Gemahlinnen aus regierendem Hause. Auch in Österreich-Ungarn erhielt der Chef der jüngeren Linie des Hauses Harrach aufgrund des einstigen „Personalisten“-Status erst durch ein Dekret der k.u.k. Hofkanzlei 1841 das Prädikat Erlaucht zugestanden. Jedenfalls galt die Ehe den Hohenzollern als morganatische Ehe. 
Die Eheschließung vom 9. November 1824 wurde daher zunächst geheim gehalten. Die Trauung fand in der Kapelle des Schlosses Charlottenburg statt, und Auguste erhielt die Titel Fürstin von Liegnitz und Gräfin von Hohenzollern. Zitiert wird der König mit den Worten: „Eine Königin darf es nicht sein; eine Luise bekomme ich nicht wieder.“ Das Paar wohnte zunächst in einem Hotel Unter den Linden, und Karl August Varnhagen von Ense berichtet: „Unser König hat sich vorgestern verheiratet. Wie ein Donnerschlag traf die Nachricht unter die Leute, und die meisten verweigerten ihr allen Glauben.“
Auguste war zunächst eine Außenseiterin am Berliner Hof und rangierte wegen der morganatischen Ehe im Hofprotokoll hinter den jüngsten Prinzen und Prinzessinnen des Hauses. Erst am 25. Mai 1826 trat sie zur Evangelischen Kirche über. Die Fürstin von Liegnitz wohnte in Berlin im Prinzessinnenpalais, teilweise im Schloss Schönhausen und im Neuen Flügel des Schlosses Charlottenburg. Der im dortigen Schlosspark von Schinkel für das Paar entworfene Neue Pavillon wurde nicht gemeinsam bewohnt.
Auguste trat politisch nicht in Erscheinung, und die Ehe blieb kinderlos. Sie konnte sich zwar in den letzten Monaten der Achtung der Familie versichern, als sie den kranken König pflegte, durfte aber wegen des niedrigen Ranges im Hofprotokoll nicht an der Trauerfeier für ihren Ehemann im Berliner Dom teilnehmen. 
Seit 1840 lebte die Fürstin Liegnitz als Witwe mit einer ausreichenden Apanage ausgestattet weiterhin im Berliner Prinzessinnenpalais. Am Eingang des Parks von Sanssouci in Potsdam ließ sie sich von Albert Dietrich Schadow die Villa Liegnitz umbauen und in La Tour-de-Peilz am Genfersee bewohnte sie die Villa Auguste. Das Areal wurde später als Hotel genutzt. Heute trägt es die Bezeichnung Rive-Reine und gehört zum Nestlé-Konzern.
Bei vielen Reisen, die Auguste unternahm, besuchte sie neben der Schweiz auch Florenz, Rom und England. Während eines Kuraufenthaltes in Bad Homburg starb sie 1873. Sie ist in der Gruft des Mausoleums im Schlosspark Charlottenburg in der Nähe ihres Mannes bestattet, eine Grab- oder Gedenktafel befindet sich dort jedoch nicht.
Sie war eine Taufpatin ihres Neffen, des Kunstmalers Ferdinand von Harrach (1832–1915), eines Sohns ihres Bruders Carl Phillip.

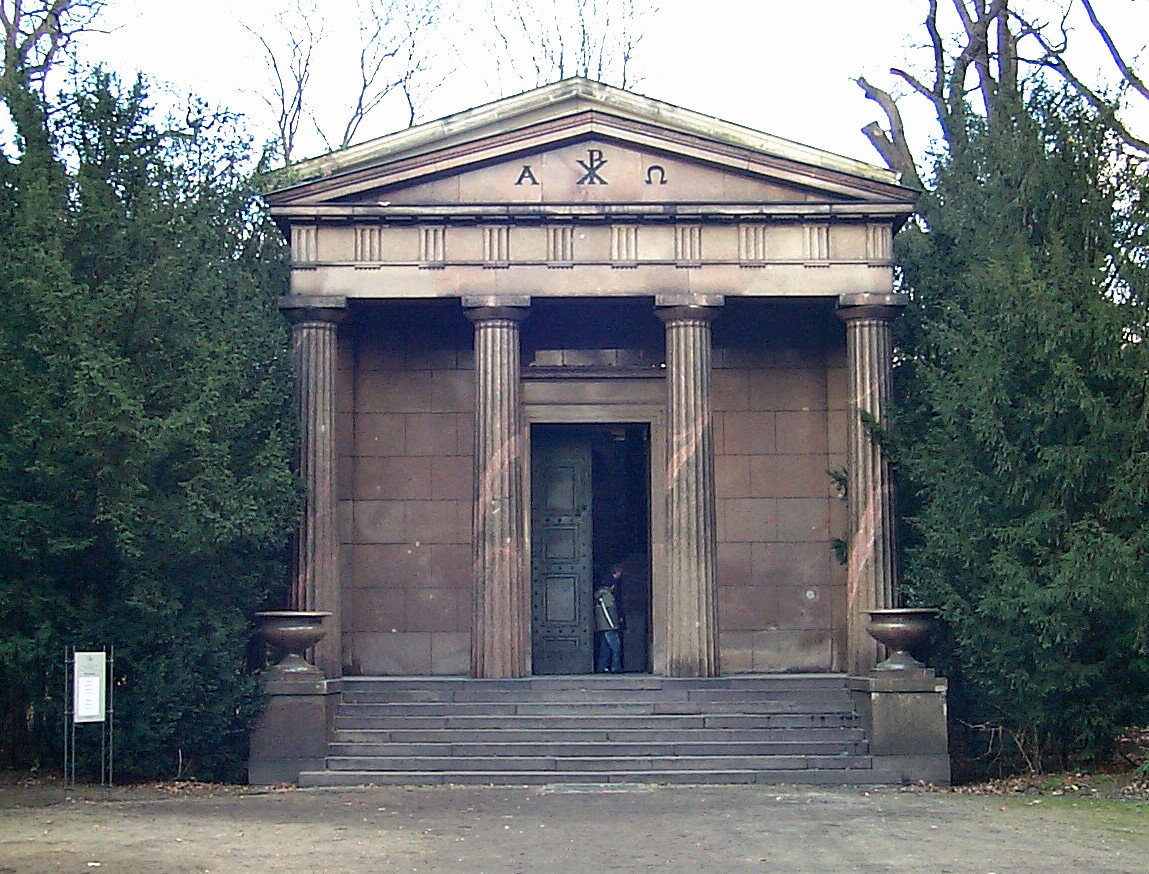
Das Mausoleum als dorischer Tempel gegenüber dem Schloss, am Ende der Tannenallee im Schlosspark Charlottenburg in Berlin.